# Ащикара
Ащика́ра (каз. Ащықара) — заплавне озеро на території Казахстану.
Озеро розташоване по правому березі річки Велика Хобда, лівій притоці Хобди.
Береги озера заросли очеретом, верхня частина часто пересихає.